# Soyuz T-11
Soyuz T-11 fue una misión espacial soviética-india tripulada realizada en una nave Soyuz T. Fue lanzada el 3 de abril de 1984 desde el cosmódromo de Baikonur mediante un cohete Soyuz hacia la estación Salyut 7 con tres cosmonautas a bordo. En esta misión voló el primer astronauta indio.
La tripulación llevó experimentos, correo y otras cargas a la Salyut 7.

## Tripulación
- Yuri Malyshev (Comandante)
- Gennady Strekalov (Ingeniero de vuelo)
- Rakesh Sharma (India) (Especialista científico)

### Tripulación de respaldo
- Anatoli Berezovoy (Comandante)
- Georgi Grechko (Ingeniero de vuelo)
- Ravish Malhotra (India, Especialista científico)